# Service administratif et technique de la police nationale
Le service administratif et technique de la police nationale, abrégé SATPN, exerce les attributions des SGAP en outre-mer. À la différence des SGAP, les SATPN couvrent un seul département.